# Ливенское сельское поселение (Воронежская область)
Ливенское се́льское поселе́ние — муниципальное образование в Павловском районе Воронежской области Российской Федерации.
Административный центр — село Ливенка.

## История
Статус и границы сельского поселения установлены Законом Воронежской области от 15 октября 2004 года № 63-ОЗ «Об установлении границ, наделении соответствующим статусом, определении административных центров отдельных муниципальных образований Воронежской области».

## Население
| 2005 | 2006  | 2007  | 2008  | 2009  | 2010  | 2012  |
| ---- | ----- | ----- | ----- | ----- | ----- | ----- |
| 1226 | ↘1206 | ↘1176 | ↘1123 | →1123 | ↘1099 | ↘1015 |
| 2013 | 2014  | 2015  | 2016  | 2017  | 2018  |       |
| ↘992 | ↗995  | ↘972  | ↘945  | ↘910  | ↘875  |       |

## Состав сельского поселения
| № | Населённый пункт | Тип населённого пункта       | Население |
| - | ---------------- | ---------------------------- | --------- |
| 1 | Ливенка          | село, административный центр | ↘1049     |
| 2 | Тумановка        | хутор                        | ↗50       |